# 伊藤銀次
伊藤 銀次（いとう ぎんじ、本名：伊藤 一利〈いとう かずとし〉、1950年12月24日 - ）は、日本の歌手、シンガーソングライター・アレンジャー・音楽プロデューサー・ギタリスト。

## 人物
大阪市住吉区生まれ、大阪府池田市出身。歯科医の長男として生まれる。
大阪教育大学附属高等学校池田校舎卒業。大阪歯科大学歯学部を二年で中退し、京都でヒッピー生活を送る。バンド『ごまのはえ』としてプロ活動開始。その後『ココナツ・バンク』と名乗っていた。唯一のスタジオアルバムは布谷文夫のバックバンドとして参加した「悲しき夏バテ」である。大瀧詠一のプロデュースで本格的にデビューする予定であったが、実現する前に解散してしまう。
大瀧は「彼らがデビューしていたらナイアガラ・レーベル第一号アーティストであった」と言っている。1976年に大瀧詠一、山下達郎と『NIAGARA TRIANGLE Vol.1』を発表。デビュー当時の佐野元春のプロデュースを担当。
その後も歌手、ギタリスト、作曲家、アレンジャー、音楽プロデューサーとして多彩な音楽活動を続けており、『笑っていいとも!』『笑っていいとも!特大号』（両番組ともフジテレビ系列）のテーマソング『ウキウキWatching』も彼の作品である。
また、1989年2月 - 1990年3月には深夜番組『イカ天』で審査員を務めた。
2007年にデビュー30周年を迎えた。2009年にはギター1本の弾き語りツアー「I STAND ALONE」を全国35か所で展開した。

## ディスコグラフィー

### アルバム
| #                                          | タイトル                                     | 発売日                            | 形態                              | 品番                              | 備考                                                                                         |
| ASYLUM ⁄ WARNER PIONEER（1977年）          | ASYLUM ⁄ WARNER PIONEER（1977年）            | ASYLUM ⁄ WARNER PIONEER（1977年） | ASYLUM ⁄ WARNER PIONEER（1977年） | ASYLUM ⁄ WARNER PIONEER（1977年） | ASYLUM ⁄ WARNER PIONEER（1977年）                                                            |
| ------------------------------------------ | -------------------------------------------- | --------------------------------- | --------------------------------- | --------------------------------- | -------------------------------------------------------------------------------------------- |
| 1                                          | DEADLY DRIVE                                 | 1977年5月25日                     | LP                                | L-10074Y                          |                                                                                              |
| POLYSTAR（1982年 – 1985年）                |                                              |                                   |                                   |                                   |                                                                                              |
| 2                                          | BABY BLUE                                    | 1982年4月25日                     | LP CT                             | 28P-31 28X-31                     |                                                                                              |
| 3                                          | SUGAR BOY BLUES                              | 1982年9月25日                     | LP CT                             | 28P-39 28X-39                     |                                                                                              |
| 4                                          | STARDUST SYMPHONY 65-83                      | 1983年4月25日                     | LP CT                             | 28P-50 28X-50                     |                                                                                              |
| 5                                          | WINTER WONDERLAND                            | 1983年10月21日                    | LP                                | 28P-63                            |                                                                                              |
| Remix                                      | POP STEADY #8                                | 1984年3月21日                     | LP                                | 18P-70                            |                                                                                              |
| 6                                          | BEAT CITY                                    | 1984年7月21日                     | LP CT                             | 28P-75 28X-75                     |                                                                                              |
| 7                                          | PERSON TO PERSON                             | 1985年9月1日                      | LP CD                             | R28R-1001 H35R-20002              |                                                                                              |
| EASTWORLD ⁄ TOSHIBA-EMI（1986年 – 1990年） |                                              |                                   |                                   |                                   |                                                                                              |
| 8                                          | GET HAPPY                                    | 1986年7月23日                     | LP CT CD                          | WTP-90419 ZH28-1703 CA32-1268     |                                                                                              |
| 9                                          | NATURE BOY                                   | 1987年3月21日                     | LP CT CD                          | WTP-90461 ZR28-1801 CA32-1408     |                                                                                              |
| 10                                         | HYPER/HYPER                                  | 1988年3月25日                     | LP CT CD                          | RT28-5161 ZR28-5161 CT32-5161     |                                                                                              |
| 11                                         | DREAM ARABESQUE                              | 1989年4月26日                     | CD CT                             | CT32-5450 ZT28-5450               |                                                                                              |
| 12                                         | 山羊座の魂                                   | 1990年5月23日                     | CD CT                             | TOCT-5681 TOTT-5681               |                                                                                              |
| Ki/oon（1993年）                           |                                              |                                   |                                   |                                   |                                                                                              |
| 13                                         | LOVE PARADE                                  | 1993年7月21日                     | CD                                | KSC2-44                           |                                                                                              |
| Silvertone（2009年 - 2010年）              |                                              |                                   |                                   |                                   |                                                                                              |
| Mini                                       | I STAND ALONE Vol.1                          | 2009年6月25日                     | CD                                | DQC-555                           | 1000枚限定生産のミニ・アルバム（弾き語り）、ライブ会場とレーベルサイトで発売。               |
| Mini                                       | I STAND ALONE Vol.2                          | 2009年9月25日                     | CD                                | DQC-556                           | 1000枚限定生産のミニ・アルバム（弾き語り）、ライブ会場とレーベルサイトで発売。               |
| Mini                                       | I STAND ALONE Vol.3                          | 2010年9月25日                     | CD                                | DQC-1111                          | 1000枚限定生産のミニ・アルバム（弾き語り）、ライブ会場とレーベルサイトで発売。               |
| Mini                                       | I STAND ALONE Vol.4                          | 2010年12月25日                    | CD                                | DQC-1112                          | 1000枚限定生産のミニ・アルバム（弾き語り）、ライブ会場とレーベルサイトで発売。               |
| ASYLUM ⁄ WARNER MUSIC JAPAN（2017年）      |                                              |                                   |                                   |                                   |                                                                                              |
|                                            | DEADLY DRIVE 40th Anniversary Deluxe Edition | 2017年5月24日                     | 2SHM-CD                           | WPCL-12639/40                     | 新ミックス&未発表アウトテイク+レア・ライヴ音源含むボーナス・トラックを収録した40周年記念盤。 |
| Bellwood（2017年 - ）                      |                                              |                                   |                                   |                                   |                                                                                              |
| 14                                         | MAGIC TIME                                   | 2017年10月25日                    | CD                                | BZCS-1158                         |                                                                                              |
| Mini                                       | RAINBOW CHASER                               | 2019年12月4日                     | CD                                | BZCS-1184                         |                                                                                              |

### ベスト・アルバム
| #                                 | タイトル                                         | 発売日             | 形態               | 品番                          | 備考 |
| POLYSTAR（1986年）                | POLYSTAR（1986年）                               | POLYSTAR（1986年） | POLYSTAR（1986年） | POLYSTAR（1986年）            | POLYSTAR（1986年） |
| --------------------------------- | ------------------------------------------------ | ------------------ | ------------------ | ----------------------------- | --- |
| 1                                 | ベスト・セレクション 春・夏編                    | 1986年8月1日       | LP CD              | R28R-1005 H33R-20006          | |
| 2                                 | ベスト・セレクション 秋・冬編                    | 1986年8月1日       | LP CD              | R28R-1006 H33R-20007          | |
| EASTWORLD ⁄ TOSHIBA-EMI（1988年） |                                                  |                    |                    |                               | |
| 3                                 | CHANGES History of GINJI                         | 1988年7月6日       | LP CT CD           | RT28-5242 ZH28-5242 CT32-5242 | |
| Pax Musica ⁄ POLYSTAR（1990年）   |                                                  |                    |                    |                               | |
| 4                                 | ベスト・オブ・ベスト                             | 1990年7月25日      | CD                 | PSCR-5220                     | |
| GTmusic ⁄ SMDR（2012年）          |                                                  |                    |                    |                               | |
| 5                                 | GOLDEN☆BEST 伊藤銀次〜40th Anniversary Edition〜 | 2012年12月12日     | CD                 | MHCL-2177/8                   | レーベルを超えて選曲された、最新リマスター音源によるプロ・デビュー40周年記念2枚組オールタイム・ベスト。新録作品も収録。 |
| WARNER MUSIC JAPAN（2025年）      |                                                  |                    |                    |                               | |
| 6                                 | ゴールデン☆ベスト Deadly Drive 2025              | 2025年7月30日      | CD                 | WPCL-20031                    | |

### CD-BOX
| #                                   | タイトル                            | 発売日                              | 形態                                | 品番                                | 備考 |
| ORDER MADE FACTORY ⁄ SMDR（2017年） | ORDER MADE FACTORY ⁄ SMDR（2017年） | ORDER MADE FACTORY ⁄ SMDR（2017年） | ORDER MADE FACTORY ⁄ SMDR（2017年） | ORDER MADE FACTORY ⁄ SMDR（2017年） | ORDER MADE FACTORY ⁄ SMDR（2017年）                                                                                                |
| ----------------------------------- | ----------------------------------- | ----------------------------------- | ----------------------------------- | ----------------------------------- | --- |
| 1                                   | POP FILE 1972-2017                  | 2017年11月21日                      | 4Blu-spec CD2                       | DQCL-693/6                          | 伊藤本人の監修による全69曲を収録したデビュー45周年記念BOX。ソニーミュージックのオンラインショップ「Sony Music Shop」限定発売商品。 |

### 参加アルバム
風都市（1973年）
1. 春一番（1973年3月）  –  10LP:UGD3001~10 ※1972年5月6日,7日、大阪天王寺野外音楽堂で開催された『第2回春一番ライヴ』を収録した風都市自主制作による非売品10枚組LP。DISC5のA面に、ごまのはえ「お早う眠り猫君」「まにあっています」「語呂合せ」「しゃべりたいなあ」「留子ちゃんたら」収録。

Bellwood ⁄ KING（1972年）
1. 春一番コンサート・ライブ（1972年8月5日）  –  2LP:OFW-1/2 ※ごまのはえ「とめ子ちゃん」（クレジット・ミス）収録。
2. ライブ!! はっぴいえんど（1974年1月10日）  –  LP:OFL-20 ※ココナツ・バンク「ココナツ・ホリデイ」収録。
3. 1974 HOBO'S CONCERTS V（ありがとう ありがとう ありがとう）（1976年6月21日）  –  LP:OFM-16 ※1974年に池袋シアター・グリーンで行われた“ホーボーズ・コンサート”のライヴ・アルバム。布谷文夫&ココナツ・バンク「冷たい女」「深南部牛追歌〜大阪へやって来た」収録。

SHOWBOAT ⁄ TRIO（1973年）
1. 1973.9.21 SHOW BOAT 素晴しき船出（1974年1月15日）  –  LP:3A-1014 ※ココナツ・バンク「日射病」「無頼横町」収録。

POLYDOR（1973年）
1. 悲しき夏バテ / 布谷文夫I（1973年11月21日）  –  LP:DR-1799 ※布谷文夫&ココナツ・バンク、多羅尾伴内 · 銀杏次郎丸 · ジミー蘭越作詞 · 作曲「深南部牛追唄」収録。

NIAGARA ⁄ COLUMBIA（1976年）
1. NIAGARA TRIANGLE Vol.1（1976年3月25日）  –  LP:LQ-7001-E ※ナイアガラ・トライアングル（山下達郎、伊藤銀次、大滝詠一）。「日射病」「ココナツ・ホリデイ'76」「幸せにさよなら」「新無頼横丁」収録。

OMAGATOKI（2003年）
1. ココナツ・バンク（2003年6月25日）  –  CD:OMCA-5015 ※ココナツ・バンク

Bellwood（2016年）
1. THE COMPLETE COCONUT BANK（2016年11月30日）  –  CD:BZCS-1148 ※2003年にリリースされたココナツ・バンクのファースト・アルバムに新曲を加えた完全版。

## 映像作品
Silvertone（2009年  –  ）
1. I STAND ALONE 2009（2011年2月20日）  –  DVD:STDV-1101
2. I STAND ALONE 2010（2011年5月20日）  –  DVD:STDV-1102

## 参加作品
1. WE WISH YOU A MERRY CHRISTMAS（1983年11月28日）  –  LP:YLR-28012
  - ほこりだらけのクリスマス・ツリー
2. 抱きしめたい（1988年4月6日）  –  LP:RT28-5160, CD:CT32-5160
  - Lucy In The Sky With Diamonds
3. ロックが生まれた日（1990年7月25日）  –  CD:TOCT-5740
  - ZIGGY STARDUST ⁄ VIVA
  - GUDBUY T'JANE ⁄ VIVA
  - BACK IN THE U.S.S.R ⁄ VIVA
4. Happy Holidays! 〜CITY POPS COVERS〜（2011年12月14日）  –  CD:AQCD-50628
  - こぬか雨 ⁄ Terry&Francisco feat. 伊藤銀次
5. MAGICAL MYSTERY COVERS（2018年4月1日）  –  CD:MKR-006 ※THE GOGGLESトリビュート・アルバム
  - TICKET TO TOKYO（成田の乗車券）

## 楽曲提供

### - 1980年
1973年
- 布谷文夫
  - 深南部牛追唄（作詞・作曲：多羅尾伴内・銀杏次郎丸・ジミー蘭越、編曲：布谷文夫）

1975年
- シュガー・ベイブ
  - DOWN TOWN（作詞：伊藤銀次、作曲・編曲：山下達郎）
  - すてきなメロディ（作詞：伊藤銀次・大貫妙子・山下達郎、作曲：大貫妙子・山下達郎、編曲：山下達郎）
  - 今日はなんだか（作詞：山下達郎・伊藤銀次、作曲・編曲：山下達郎）
  - 過ぎ去りし日々“60’s Dream”（作詞：伊藤銀次、作曲・編曲：山下達郎）
  - こぬか雨（作詞：伊藤銀次・山下達郎、作曲：伊藤銀次）

1976年
- 山下達郎
  - 遅すぎた別れ（作詞：伊藤銀次、作曲・編曲：山下達郎）

1977年
- やまがたすみこ
  - クリスタル・ホテル（作詞：松本隆、作曲：伊藤銀次、編曲：鈴木茂）

1978年
- 花伸
  - 野良犬（作詞：奥成達、作曲：伊藤銀次）
  - マリー（作詞：奥成達、作曲：伊藤銀次）

1980年
- クールス・ロカビリー・クラブ
  - Teenage Girl（作詞・作曲：伊藤銀次）

- 沢田研二
  - I'LL BE ON MAY WAY（作詞：三浦徳子、作曲・編曲：伊藤銀次）

### 1981年 - 1990年
1981年
- 竹内まりや
  - Crying All Night Long（作詞：竹内まりや、作曲：伊藤銀次）

- 竹下景子
  - 銀の波 金の風（作詞：檀ふみ、作曲：伊藤銀次）

- 山下久美子
  - メリーよ急げ（作詞：近田春夫、作曲・編曲：伊藤銀次）

- 松原みき
  - Cupid（作詞：三浦徳子、作曲：伊藤銀次、編曲：大村雅朗）

1982年
- 沢田研二
  - 素肌に星を散りばめて（作詞：売野雅勇、作曲・編曲：伊藤銀次）

- フランク永井
  - 愛のセレナーデ（作詞：伊藤銀次、作曲・編曲：山下達郎）

- タモリ・いいとも青年隊
  - ウキウキWatching（作詞：小泉長一郎、作曲：伊藤銀次、編曲：鷺巣詩郎）

1983年
- 原田知世
  - 魔法をかけて（作詞：芹沢類、作曲：伊藤銀次、編曲：星勝）

- 小森まなみ
  - 今夜だけあなたのティンカーベル（作詞：康珍化、作曲：伊藤銀次、編曲：飛澤宏元）
  - キュートにKISS（作詞：小森まなみ、作曲：伊藤銀次、編曲：風祭東）

- 松原みき
  - シャンデリア・ミラージュ（作詞：田口俊、作曲：伊藤銀次、編曲：林哲司）

- 憂歌団
  - グッドタイム・ジャイヴ（作詞：康珍化、作曲・編曲：伊藤銀次）
  - 恥ずかしい（作詞：康珍化、作曲・編曲：伊藤銀次）

- 長江健次
  - シンデレラ・リバティなんて怖くない（作詞：売野雅勇、作曲：伊藤銀次）

- 伊藤さやか
  - Broken Genelacion（作詞：Heart Box、作曲：伊藤銀次、編曲：後藤次利）
  - Tokyo Night（作詞：Heart Baby、作曲：伊藤銀次、編曲：Robert Ahwai）

- 高見恭子
  - ソノ気はアノ気でホン気にノン気ね（作詞：眞太郎、作曲：伊藤銀次）
  - √美人はわりきれない（作詞：眞太郎、作曲：伊藤銀次）

- 鈴木茂
  - West Beach Drive（作曲：伊藤銀次、編曲：鈴木茂）

1984年
- いいとも青年隊
  - ウキウキWatching（作詞：小泉長一郎、作曲：伊藤銀次、編曲：鷺巣詩郎）
  - だったらツイスト（作詞：小泉長一郎、作曲・編曲：伊藤銀次）

- 川島なお美
  - 涙のカレンダー・ラブ（作詞：売野雅勇、作曲・編曲：伊藤銀次）
  - 黄昏のチャイナタウン（作詞：売野雅勇、作曲・編曲：伊藤銀次）

- 高見知佳
  - 孤独なタキシード（作詞：三浦徳子、作曲：伊藤銀次、編曲：国吉良一）
  - 物語は東から（作詞：三浦徳子、作曲：伊藤銀次、編曲：国吉良一）

- 長江健次
  - 恋のトリックスター（作詞：売野雅勇、作曲・編曲：伊藤銀次）

- 小柳ルミ子
  - チャイナタウン（作詞：岡田冨美子、作曲・編曲：伊藤銀次）

- 研ナオコ
  - 蒼い秋（作詞：岡田冨美子、作曲・編曲：伊藤銀次）

- 早見優
  - シンデレラ・スターライト（作詞：松本一起、作曲・編曲：伊藤銀次）

- ハイ・ファイ・セット
  - 7月のクリスマス（作詞：田口俊、作曲・編曲：伊藤銀次）

- アン・ルイス
  - ロマンティック・バイオレンス（作詞：湯川れい子、作曲・編曲：伊藤銀次）
  - バラの刺青（作詞：柴山俊之、作曲・編曲：伊藤銀次）
  - In Preasure（作詞：柴山俊之、作曲・編曲：伊藤銀次）
  - London無宿（作詞：湯川れい子、作曲・編曲：伊藤銀次）

- 宇沙美ゆかり
  - 颱風前夜（作詞：森雪之丞、作曲：伊藤銀次、編曲：国吉良一）

- JIVE
  - Kissin' In The Mood（作詞：夢野よう太、作曲・編曲：伊藤銀次）

- 堀ちえみ
  - 裸足のバケーション（作詞：康珍化、作曲：伊藤銀次、編曲：国吉良一）

- ハイ・ファイ・セット
  - Rosey White（作詞：田口俊、作曲・編曲：伊藤銀次）

- EPO
  - こぬか雨（作詞：伊藤銀次・山下達郎、作曲：伊藤銀次、編曲：清水信之）

- 吉川晃司
  - サイレント・ムーンにつつまれて（作詞：安藤秀樹、作曲：伊藤銀次、編曲：大村雅朗）
  - グッドラック・チャーム（作詞：安藤秀樹、作曲：伊藤銀次、編曲：大村雅朗）

1985年
- 吉川晃司
  - サイレント・シンデレラ（作詞：松本一起、作曲：伊藤銀次、編曲：大村雅朗）

- ハイ・ファイ・セット
  - Rainbow Signal（作詞：阿雲大、作曲・編曲：伊藤銀次）

- バブルガム・ブラザーズ
  - 忘れじのエヴリナイト（作詞：麻生圭子、作曲・編曲：伊藤銀次）
  - はにかみのプライバシー（作詞：和泉和子、作曲・編曲：伊藤銀次）

- 石川ひとみ
  - 誘われ上手（作詞：ANNIE・葉山真理、作曲：伊藤銀次、編曲：山田直毅）

- 早見優
  - Knock Knock Knock（作詞：松本一起、作曲：伊藤銀次、編曲：入江純）
  - 女のハートは右にある（作詞：森雪之丞、作曲：伊藤銀次、編曲：入江純）

- Akira
  - 青春はルンルン（作詞：西尾浩子、作曲・編曲：伊藤銀次）

- 原田知世
  - Help Me Linda（作詞：当山ひとみ、作曲：伊藤銀次、編曲：井上鑑）

- 工藤夕貴
  - 青い疑問符（作詞：森雪之丞、作曲：伊藤銀次）

- 野村宏伸
  - 11月NOVEMBER白書（作詞：山川啓介、作曲：伊藤銀次、編曲：鈴木茂）
  - Weekendにじゃじゃ馬ならし（作詞：松本一起、作曲：伊藤銀次）

- Cheebo
  - エレクトリック・ジェネレイション（作詞：松尾由紀夫・伊藤銀次、作曲：伊藤銀次、編曲：今井裕）

- 富田靖子
  - 黄昏のノンフィクション（作詞：麻生圭子、作曲：伊藤銀次、編曲：戸田誠司）

- 小幡洋子
  - 南国人魚姫（作詞：森雪之丞、作曲・編曲：伊藤銀次）
  - Shining Boy（作詞：小幡洋子、作曲・編曲：伊藤銀次）

- Black Cats
  - 孤独のジルバ（作詞：森雪之丞、作曲：伊藤銀次）

- アン・ルイス
  - アニーとロックSHOW（作詞：柴山俊之、作曲・編曲：伊藤銀次）
  - DRI夢 X-T-C（作詞：柴山俊之、作曲・編曲：伊藤銀次）
  - JUMP!（作詞：柴山俊之、作曲・編曲：伊藤銀次）

1986年
- 戸川京子
  - 責任とってよ（作詞：泉麻人、作曲・編曲：伊藤銀次）
  - ワンルームの鍵（作詞：泉麻人、作曲・編曲：伊藤銀次）

- 荻野目洋子
  - ロマンティック・オデッセイ（作詞：森浩美、作曲・編曲：伊藤銀次）

- 福永恵規
  - ハートのIgnition（作詞：秋元康、作曲：伊藤銀次、編曲：大村雅朗）

- 相楽ハル子
  - セミ・スィート・ショック（作詞：許瑛子、作曲：伊藤銀次、編曲：中村哲）

- 桑田靖子
  - JUST（作詞：FUMIKO、作曲：伊藤銀次、編曲：丸山恵市）

- 湯江健幸
  - PINUP GIRL GAME（作詞：湯江健幸、作曲・編曲：伊藤銀次）

- 川島なお美
  - 淑女は5時まで（作詞：NAO美、作曲：伊藤銀次）

1987年
- 太田貴子
  - Convinience Dance（作詞：高橋研、作曲：伊藤銀次、編曲：高橋研）

- 日髙のり子
  - 潮風のサーキット（作詞：苦楽健人、作曲・編曲：伊藤銀次）
  - TRY YO JUMP 〜あきらめないで〜（作詞：苦楽健人、作曲・編曲：伊藤銀次）

- 須藤薫
  - 8月生まれ（作詞：田口俊、作曲：伊藤銀次、編曲：京田誠一）

1988年
- 須藤薫
  - In The Moon Light（作詞：田口俊、作曲・編曲：伊藤銀次）

1990年
- 荻野目洋子
  - BEAT GOES ON（作詞：サエキけんぞう、作曲：伊藤銀次、編曲：吉田建）

### 1991年 - 2000年
1991年
- 近藤真彦
  - はずしっぱなし（作詞：朝水彼方、作曲・編曲：伊藤銀次）

1993年
- 小森まなみ
  - そして次の夏が来た（作詞：小森まなみ、作曲：伊藤銀次、編曲：馬飼野康二）
  - X'mas Present（作詞：小森まなみ、作曲：伊藤銀次、編曲：丸山恵市）
  - BUDDY（作詞：小森まなみ、作曲：伊藤銀次、編曲：馬飼野康二）
  - 素直になりたい（作詞：小森まなみ、作曲：伊藤銀次、編曲：根岸貴幸）

1994年
- 井出泰彰
  - 情熱（作詞：伊藤銀次、作曲：井出泰彰・Mark Fisher）

1995年
- ウルフルズ
  - トコトンで行こう!（作詞・作曲：トータス松本・伊藤銀次、編曲：ウルフルズ・伊藤銀次）

1997年
- SOON
  - ROAD MOVIE（作詞：村上広一・伊藤銀次、作曲：村上広一、編曲：伊藤銀次・SOON）
  - MELODY（作詞：村上広一・伊藤銀次、作曲：村上広一、編曲：伊藤銀次・SOON）

1998年
- ユースケ・サンタマリア
  - お世話になります（作詞・作曲：ユースケ・サンタマリア・伊藤銀次、編曲：伊藤銀次）

1999年
- ユースケ・サンタマリア
  - 青春ヨーデルど真ん中（作詞・作曲：ユースケ・サンタマリア・伊藤銀次、編曲：伊藤銀次・渡部高志）

- Yoppie
  - 情熱（作詞：伊藤銀次、作曲：井出泰彰・Mark Fisher、編曲：村島一郎）

2000年
- 沢田研二
  - アルシオネ（作詞：GRACE、作曲：伊藤銀次、編曲：白井良明）

## 編曲
- アン・ルイス
  - ラ・セゾン（作詞：三浦百恵、作曲：沢田研二、編曲：伊藤銀次）  –  1982年6月5日
  - LUV-YA（作詞：吉田美奈子、作曲：NOBODY、編曲：伊藤銀次）  –  1983年2月21日
  - 六本木心中（作詞：湯川れい子、作曲：NOBODY、編曲：伊藤銀次）  –  1984年10月5日

- ウルフルズ
  - 大阪ストラット・パートII（作詞・作曲：大瀧詠一、編曲：ウルフルズ・伊藤銀次）  –  1995年5月21日
  - SUN SUN SUN'95（作詞：トータス松本、作曲：トータス松本・ウルフルケイスケ、編曲：ウルフルズ・伊藤銀次）  –  1995年7月19日
  - ガッツだぜ!!（作詞・作曲：トータス松本、編曲：ウルフルズ・伊藤銀次）  –  1995年12月6日
  - バンザイ 〜好きでよかった〜（作詞・作曲：トータス松本、編曲：ウルフルズ・伊藤銀次）  –  1996年2月7日

- ザ・タイガース
  - 十年ロマンス（作詞：阿久悠、作曲：沢田研二、編曲：伊藤銀次・すぎやまこういち）
  - 色つきの女でいてくれよ（作詞：阿久悠、作曲：森本太郎、編曲：伊藤銀次）

- 沢田研二
  - おまえがパラダイス（作詞：三浦徳子、作曲：加瀬邦彦、編曲：伊藤銀次）
  - 渚のラブレター（作詞：三浦徳子、作曲：沢田研二、編曲：伊藤銀次）
  - ス・ト・リ・ッ・パ・ー（作詞：三浦徳子、作曲：沢田研二、編曲：伊藤銀次）
  - おまえにチェックイン（作詞：柳川英巳、作曲：大沢誉志幸、編曲：伊藤銀次）

- Whiteberry
  - あくび（作詞：前田由紀、作曲：坂井紀雄、編曲：伊藤銀次）  –  2000年11月8日

## プロデュース
- 佐野元春
  - Heart Beat（アルバム）
- 友部正人
  - ポカラ（アルバム）
- 浜田省吾
  - 初夏の頃 〜IN EARLY SUMMER〜（アルバム）
- 小幡洋子
  - PEARL ISLAND（アルバム）
- 憂歌団
  - リラックス・デラックス（アルバム 1983年）
- ウルフルズ
  - バンザイ（アルバム）他多数
- ザ・コレクターズ
  - MIGHTY BLOW（アルバム）
- honey honey
  - GO！SOLID
- 七尾旅人
  - オモヒデ オーヴァ ドライヴ（マキシシングル 4曲入）

## 出演番組
- ヨコハマラジオナイト ポップファイル（FM横浜）[1]
- コーク・サウンド・シャッフル（FM大阪）[1]
- FMナイトストリート（JFNC）[1]
- シティポップ・スタジオ（2024年11月10日、BS朝日）

## その他
- TBS系列ドラマ『夏に恋する女たち』の音楽を手がけた。
- 熱心なファンに名前サイン入りのオリジナルモデルのエレキギターを贈ったことがある。
- プロデュースを手掛けたウルフルズ「SUN SUN SUN（さんさんさん）'95」のPVで、喫茶店のマスター役として出演（ビデオ「ウルフルV」DVD「ウルフルDVD」に収録）。
- 山下達郎を大瀧詠一に紹介する。伊藤が山下の自主製作アルバム「ADD SOME MUSIC TO YOUR DAY」を大瀧宅へ持って行き、大瀧がアルバムを聞いた事が山下を知る切っ掛けだった。